# غافا (برشلونة)
بلدية غابا (بالكاتالانية: Gavà) هي إحدى بلديات مقاطعة برشلونة، والتي تقع في منطقة كاتالونيا، شرق إسبانيا.
يبلغ عدد سكانها 44.678 نسمة وفقاً لإحصائية سنة (2007).

## أعلام
- خافيير باسكوال
- كانديلا بينا
- سيغفريد غراسيا
- أنخيل إيدو
- أنتوني ليما